# Woudhuizen
Woudhuizen est une localité des Pays-Bas appartenant à la commune d’Apeldoorn.
Sa population était de 6 270 habitants en 2017.